# 20230 Blanchard
20230 Blanchard è un asteroide della fascia principale. Scoperto nel 1997, presenta un'orbita caratterizzata da un semiasse maggiore pari a 2,3114441 UA e da un'eccentricità di 0,0815301, inclinata di 3,56104° rispetto all'eclittica.